# Драган Черан
Драган Черан (серб. Dragan Ćeran, нар. 6 жовтня 1987, Кикинда) — сербський футболіст, нападник узбецького клубу «Насаф». Виступав також за клуб «Пахтакор». Чемпіон Македонії. П'ятиразовий чемпіон Узбекистану.

## Клубна кар'єра
Драган Черан народився 1987 року в місті Кикинда, та є вихованцем футбольної школи клубу «Желєзнічар» (Смедерево). У професійному футболі дебютував 2005 року виступами за команду «Смедерево», проте до основного складу команди відразу не пробився, і в 2006 році футболіста віддали в оренду до його юнацького клубу «Желєзнічар». Після повернення з оренди Черан і далі не був гравцем основного складу «Смедерево», і нападника віддали в оренду до клубу «Млади Радник», де він уперше виявив свій бомбардирський хист, та відзначився 10 голами в 12 проведених матчів за клуб. У 2010 році керівництво «Смедерево» віддало футболіста в оренду до бельгійського клубу «Вестерло», проте за цей клуб сербський нападник зіграв лише 3 матчі, та повернувся до «Смедерево».
З 2010 року Драган Черан знову грав у клубі «Смедерево», де цього разу став гравцем основного складу, та до 2012 року відзначився 10 забитими голами в 42 проведених матчах за клуб. У 2012 році нападник перейшов до ізраїльського клубу «Хапоель» (Хайфа), проте в цьому клубі гравцем основного складу, та перейшов до іншого ізраїльського клубу «Маккабі» (Нетанья), де відзачився вищою результативністю.
У 2013 році сербський форвард перейшов до азербайджанського клубу «Сімург», в якому відзначився високою результативністю, забивши 27 голів в 57 матчах за клуб. У 2015 році Черан грав у складі саудівського клубу «Хаджер», а на початку 2016 року грав у складі македонського клубу «Вардар». У 2016 році футболіст перейшов до узбецького клубу «Насаф», де відзначався високою результативністю, відзначившись 22 голами в 35 матчах за клуб.
У 2018 році Драган Черан став гравцем іншого узбецького клубу «Пахтакор». У складі ташкентської команди серський нападник став лідером атак команди, та за час виступів у складі «Пахтакора» 6 разів става найкращим бомбардиром чемпіонату Узбекистану, загалом відзначився 109 голами в 158 проведених матчах чемпіонату за ташкентський клуб. У складі «Пахтакора» сербський футболіст став п'ятиразовим чемпіоном Узбекистану, дворазовим володарем Кубка Узбекистану, та дворазовим володарем Суперкубка Узбекистану.
З початку 2025 року Драган Черан знову грає у складі клубу «Насаф».

## Виступи за збірну
У 2007 році Драган Черан зіграв 3 матчі у складі молодіжної збірної Сербії, в яких забив 1 гол.

## Титули і досягнення

### Командні
- Чемпіон Македонії (1):

«Вардар»: 2015–2016
- Чемпіон Узбекистану (5):

«Пахтакор»: 2019, 2020, 2021, 2022, 2023
- Володар Кубку Узбекистана (2):

«Пахтакор»: 2019, 2020
- Володар Суперкубка Узбекистану (3):

«Пахтакор»: 2021, 2022
«Насаф»: 2025

### Особисті
- Найкращий бомбардир чемпіонату Узбекистану: 2019 (23 голи), 2020 (21 гол), 2021 (16 голів), 2022 (20 голів), 2023 (13 голів), 2024 (13 голів)